# Thyreus kilimandjaricus
Thyreus kilimandjaricus là một loài Hymenoptera trong họ Apidae. Loài này được Strand mô tả khoa học năm 1911.